# Vlastislav
Vlastislav (deutsch Watislaw) ist eine Gemeinde  in Tschechien. Sie liegt in Nordböhmen und gehört dem Bezirk Leitmeritz in der Aussiger Region an.

## Geographie

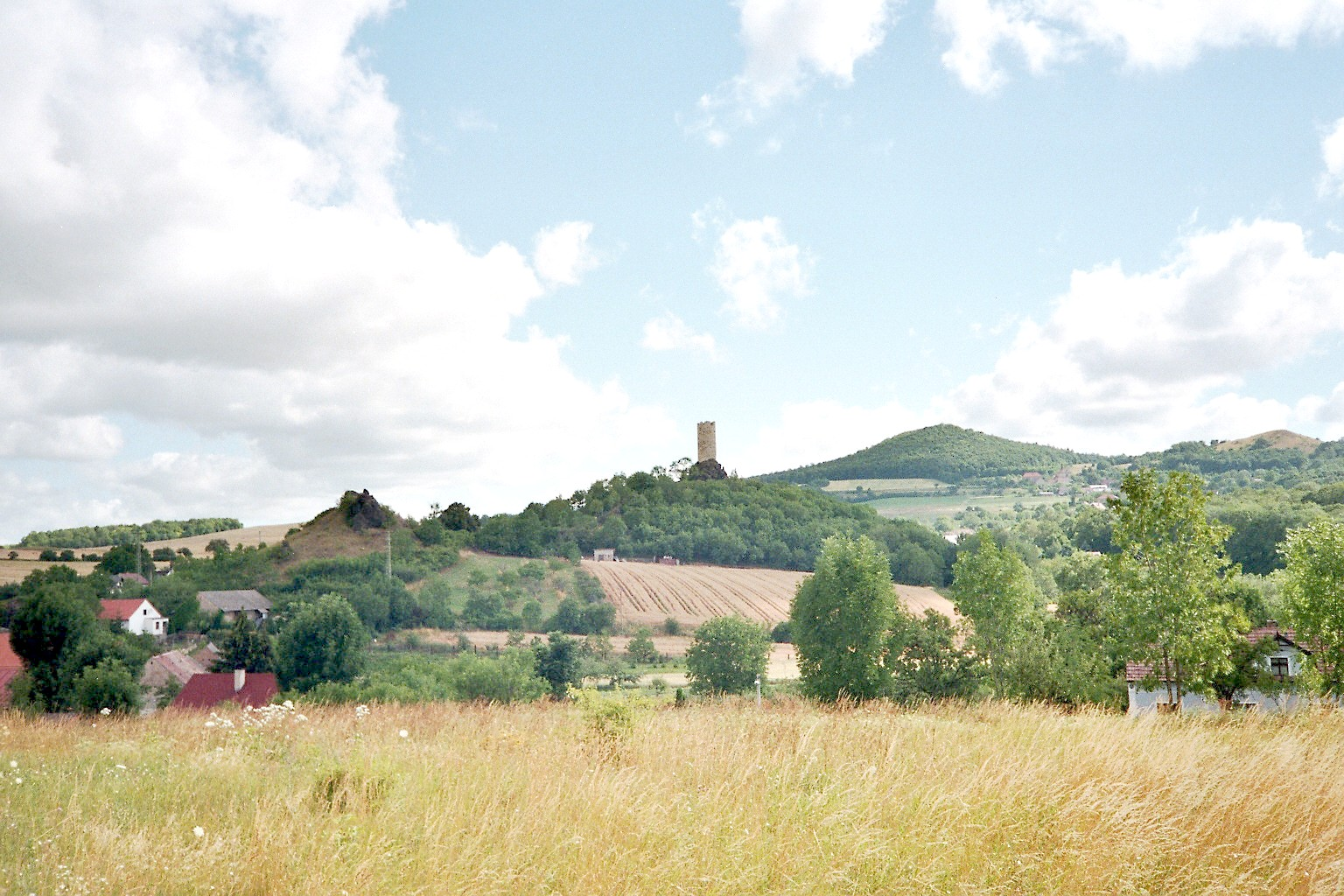
Vlastislav mit Burg Skalka (mittig)

Der Ort liegt in 284 m ü. M. im Tal der Modla (Model) im Böhmischen Mittelgebirge. Er befindet sich 3 km nordwestlich der Stadt Třebenice und wird vom markanten Bergfried der Burg Skalka überragt. Am Rand des breiten Tals erheben sich die Kegel des Gebirges, von denen der Košťál, Oltářík und Ostrý die Überreste von Burgen tragen. Nach Nordosten schließt sich an die Ortslage Skalka (Skalken) der Nachbarort Sutom an, im Südosten Dřinek und Teplá sowie im Südwesten Chrastná.

## Geschichte
Archäologische Funde weisen eine erste Besiedlung der Gegend in der Altsteinzeit nach. In dem fruchtbaren Tal wurde seit der Jungsteinzeit Landwirtschaft betrieben. 
Seit 400 v. Chr. waren hier keltische Siedler der Latène-Kultur ansässig. Etwa im 6. Jahrhundert wurde die Gegend slawisch besiedelt. 
In der Chronik Chronica Boemorum des Cosmas von Prag wird vom sagenhaften Lutschanenfürsten Vlastislav, auch Vladislav, berichtet, der im 9. Jahrhundert eine Burg errichten ließ. Diese befand sich nördlich von Vlastislav auf den Schanzen, bei archäologischen Grabungen konnten ihre Grundmauern aufgefunden werden.
Die erste urkundliche Erwähnung von Vlastislav stammt aus dem Jahre 1184. Aus der Streusiedlung entwickelte sich etwa im 13. Jahrhundert ein regelmäßiger Dorfkern. 
Anfang des 14. Jahrhunderts entstand westlich des Dorfes auf einem Basaltfelsen die Burg Skalka, die während des Dreißigjährigen Krieges 1639 von den Schweden zerstört wurde. Unterhalb der Ruine errichtete Antonio della Porta am Ende des 17. Jahrhunderts ein Barockschloss, an das sich eine Gutswirtschaft anschloss.
1792 entstand nördlich des Dorfes an der Modla eine Kapelle des Heiligen Johannes von Nepomuk. Unterhalb der früher durch Pfingstwallfahrten bekannten Kapelle entspringt eine der Quellen der Modla. Gelegentlich wird deshalb die Modelwiese als Quelle der Modla genannt. Die von alten Linden umgebene Kapelle inspirierte Svatopluk Čech, der im Schloss Skalken Teile seines Werkes Im Schatten der Linde schrieb.
Die Bewohner lebten hauptsächlich von der Landwirtschaft. Neben dem Ackerbau spielte in dem Dorf durch seine Lage im „Garten Böhmens“ auch der Obstbau eine große Rolle. Auf dem Gutshof Skalken wurde Viehzucht betrieben. Auch heute befindet sich in Skalka eine Rinderstallanlage. Die historischen Wirtschaftsgebäude des Gutes sind im Verfall. Gegenüber befindet sich eine Liegenschaft der tschechischen Feuerwehrverwaltung.
Im Jahr 2001 erwarb die Gemeinde das Schloss und begann seit 2002 mit einer schrittweisen Sanierung. Das 2. Obergeschoss dient für Ausstellungen zur Ortsgeschichte und als Galerie.

## Gemeindegliederung
Für die Gemeinde Vlastislav sind keine Ortsteile ausgewiesen. Zu Vlastislav gehören die Ansiedlung Chrastná (Chrastney) und die Einschicht Skalka (Skalken).

## Söhne und Töchter der Gemeinde
- Christoph Schönborn, Kardinal (* 1945 in Skalken)